# 막부
막부(일본어: 幕府 바쿠후[*])는 일본에서 왕을 대신하는 지휘관의 편 진지를 가리키는 말이었다. 이 뜻에서 대장군의 진영, 나아가 무관의 임시 정청으로 그 의미가 파생되었다.
일본의 막부는 미나모토노 요리토모가 정이대장군(쇼군)이 되면서 정이대장군 원정 때 본진을 가리키던 말이던 게 전시 사령부가 전후에도 정치적 기관으로 존재하면서 실질적으로 무가정권의 정청을 뜻하게 되었다. 이후 역사상 일본에서는 가마쿠라 막부, 무로마치 막부, 에도 막부가 존재했다. 하지만 사실 '막부'라는 말이 무가 정권 자체를 가리킨 게 에도 시대 중기 이후 일이며, 유학자들이 창안한 용례다.
서구에서는 쇼군을 사실상의 국가원수로 보고 막부를 쇼군국(Shogunate)이라 칭하기도 한다.

## 같이 보기
- 정권
  - 군사정권(군부 독재)
  - 무가정권
  - 무신정권
- 무사